# Octomys mimax
Octomys mimax (віскачевий щур) — вид гризунів родини дегові, представник роду Octomys. Окрім нього описаний також вид Octomys rosiae.

## Поширення
Зустрічається в Аргентині уздовж передгір'їв і на нижніх гірських схилах Анд (провінції Катамарка, Ла-Ріоха, Сан-Хуан), а інша частина в гірській пустелі північ провінції Мендоса. Має два роз'єднані ареали.

## Опис
В основному нічні гризуни, живуть поодинці. Одна особина контролює відносно велику територію (щурі жіночої статі контролюють дещо менші території). Степінь перекриття із сусідами низка або помірна. У денний час тварини використовують від 2 до 6 передбачених місць для відпочинку, але одне місце використовується більш часто. Вага 110–120 г.